# John R. Leonetti
John Robert Leonetti (4 de julho de 1956, na Califórnia) é um diretor de cinema e cinematografista americano. É mais conhecido por seu trabalho de colaboração com o diretor James Wan, com quem tem atuado como diretor de fotografia em cinco filmes.
Leonetti começou sua carreira como um adolescente que trabalhava para o negócio de equipamentos de cinema de sua família que foi iniciado por seu pai Frank Leonetti, conhecido por seu trabalho com aparelhos de cartucho em filmes como The Wizard of Oz e Singin' in the Rain. É o irmão mais novo do cineasta Matthew F. Leonetti, que foi o diretor de fotografia para o primeiro trabalho de direção de John em um longa metragem, Mortal Kombat: Annihilation.